# 축구의 역사
축구의 역사는 1863년에 잉글랜드에서 설립된 축구 협회 (FA)의 등장에 그 기원을 두고 있다. 런던의 몇몇 클럽이 경기를 하는 데에 있어 서로간에 논쟁의 여지가 없는 보편적인 규칙을 만들기 위해 모였다. 그 당시에, 풋볼 클럽들은 각자 자신들만의 규칙과 방법을 가지고 있었고, 다른 팀과 경기를 할 때에는 경기 시작 전에 규칙을 정하고 타협해야만 했다.

## 잉글랜드 축구 협회의 역사, 만든 규칙
1860대 초반, 잉글랜드의 사립학교들에서는 다양한 풋볼 경기들이 존재했고, 헐의 법무관이었던 에베니저 콥 몰리(Ebenezer Cobb Morley)는 명확한 규칙을 제정하기 위한 축구협회(FA)를 설립하였다. 이 회의에서 11개의 클럽과 학교 대표자들이 모여 경기 규칙 제정을 목표로 진행되었다. 몰리는 축구 협회의 초대 사무관(1863~1866)을 지냈으며, 2대 회장(1867~1874)을 지냈다. 그러나 특히 그에 대해 기억되는 것은 최초로 Law of the Game이라는 저서를 통해 현재 전 세계에서 통용되는 축구 규칙의 밑바탕을 그려놓은 것이다. 이것으로 인해 그는 축구 협회의 아버지 뿐만 아니라 축구의 아버지로 추앙받고 있다.
1863년 10월 26일 저녁, 몇몇 축구팀 대표자들이 런던의 코벤트 가든 구역의 롱 에이커 거리에 위치한 프리메이슨 테이번에서 모였다. 이는 축구 협회(The FA) 최초의 회의였다. 축구 협회는 세계 최초의 축구 관리기관이었으므로, 영국인들은 축구 협회 앞에 '잉글랜드'라는 단어를 붙이지 않는다. 런던의 채터하우스는 초대에 응해 참석한 유일한 학교였다. 첫 회의에선 각 사립학교 대표자들에게 협회에 가입하길 요청하자는 결론을 도출하였다. 링이 재직하던 어핑엄 스쿨을 제외하고, 대부분의 학교가 거절하였다. 1863년 10월부터 11월까지 총 6번의 축구 협회 회의가 열렸다. 위원회의 위원이었던 J. F. 앨콕 (J. F. Alcock)은 "케임브리지 규칙은 협회가 채택하고픈 가장 탐나는 것이었다."라고 말했었다.
세 번째 회의가 끝나고 규칙의 초안을 축구 협회가 출간하였다. 그러나 네 번째 회의가 시작될 때, 세간의 주목을 끈 것은 최근에 발간된 1863년의 케임브리지 규칙이었다. 케임브리지 규칙은 축구 협회 규칙의 초안과 중요한 두 가지 차이가 있었다. 즉, 공을 가지고 뛰는 것 과 해클링 (상대방 선수의 정강이를 차는 것)에서 차이가 있었다. 논쟁이 발생한 두 가지 규칙은 다음과 같다:
IX. 만약 선수가 정당하게 공을 잡았거나, 첫 번째 바운드에 공을 잡았으면 선수는 상대방의 골문을 향해 공을 가지고 뛸 수 있다; 그러나 정당하게 공을 잡았을 경우에 만약 그 선수에게 수비가 있을 경우에는 달릴 수 없다.
X. 어느 선수든지 공을 가지고 상대방의 골문으로 있다면, 반대편의 어떤 선수라도 저지하고, 붙잡고, 발을 걸거나 정강이를 차거나 공을 비틀어 빼앗을 수 있는 자유가 있다. 그러나 누구든지 붙잡고 정강이를 차는 것을 동시에 하면 안 된다.
다섯 번째 회의에서 위의 두가지 규칙을 축구 협회 규칙에서 제외하자는 제안이 제기되었다. 대부분의 대표들은 이 제안을 지지하였지만, 블랙히스 럭비 클럽의 대표자이자 축구협회의 첫 번째 재무담당이었던 F. W. 캠벨(F. W. Campbell)만이 강력하게 거부하였다. 그는 "해클링이 진정한 풋볼이다" 라고 말했다. 그럼에도 불구하고 그 제안은 마지막 회의에서 실행되었고, 캠벨은 그의 팀을 FA에서 탈퇴시켰다. 12월 8일의 마지막 회의가 끝나고 축구 협회는 "축구의 규칙"을 발간하였다. 이는 최초의 종합적이고 포괄적인 축구 규칙이었다. 축구는 또한 "Association football"을 줄인 "soccer"라고 불리기도 하였다. 이는 그 당시의 공을 들고 뛰는 잉글리쉬 풋볼인 럭비 풋볼(Rugby football)과 구별하기 위함이었고, "사커"는 일반적으로 오늘날 여러 국가에서 축구를 부르는 명칭이기도 하다.
]])에서는 아직도 그 규칙을 분간할 수 있다.
축구협회 회원들에게 승인된 축구의 규칙은 경기장 그라운드의 최대 너비와 폭, 킥오프의 순서, 골, 드로인, 오프사이드와 같은 용어의 정의 등을 명시하였다. 지나가는 공을 잡는 것은 여전히 허용되었으며, "정당하게 또는 첫 번째 바운드 때" 잡는 공만 사용되었다. 이러한 자세한 설명에도 불구하고, 신발류의 착용, 선수의 수, 벌칙, 파울 행동이나 공의 모양 등에 관한 자세한 규칙이 없었기 때문에, 경기에 참가하는 팀의 주장과 감독은 경기전에 이러한 것에 대한 합의를 먼저 이루어야 했다. 

### 대회의 창설
축구 협회가 만든 규칙은 즉각적인 효과를 가져와, 셰필드와 노팅엄(지금은 노츠 카운티)이 FA 규칙에 의한 1년 일정의 경기에 참가하기로 하였다. 다음 2년 동안 체스터필드와 스토크가 참가하였고, 이는 성문화된 형태의 스포츠가 더 이상 사립학교들만의 배타적인 스포츠가 아니라는 것을 의미하였다. 이때까지 한 팀은 각각 11명의 선수가 뛰게 되었고, 경기는 둥근 공으로 진행되었다. 이전에는 전방으로 공을 패스하는 경우를 없애고, 공 앞에 위치한 모든 선수가 오프사이드였는데, 이는 오늘날의 럭비와 유사했다. 이 규칙은 완화되었다. 1866년에 규칙이 어떻게 적용되는지 관찰하기 위해 축구 협회에서 허용한 셰필드와 런던의 경기가 열렸다. 그 결과, 공을 손으로 잡는 규칙은 한 팀에 단 한 명, 골키퍼를 제외하고 폐지되었다. 또 붉은 끈이 양쪽의 골대 사이에 붙여졌는데, 이는 골대의 높이를 알려주는 것이었다. 그리고 전국적인 대회의 개최가 제안되었다.

### 첫 번째 FA컵

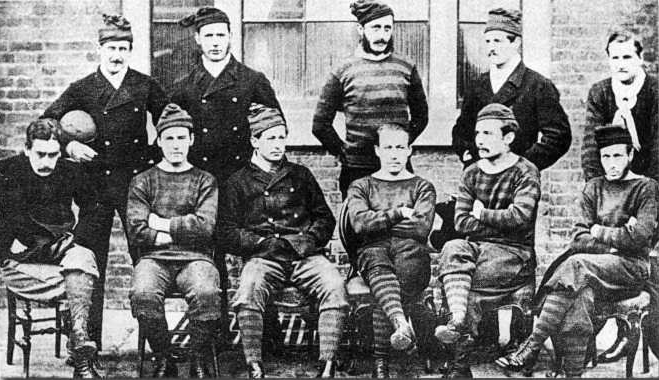
첫 번째 FA컵 결승에 오른 로열 엔지니어스 팀

1871년 7월 20일에 선덜랜드 출신이자 해로우 스쿨의 졸업생이었던 찰스 윌리엄 앨콕(Charles William Alcock)이 "축구 협회와 연관되어 만들어진 챌린지 컵"의 개최를 제안하였는데, 이것이 FA컵의 탄생을 가능케 하였다. 1872년에 열린 최초의 FA컵에서 원더러스와 로열 엔지니어스가 2,000여명의 관중 앞에서 결승전을 펼쳤다. 로열 엔지니어스는 강력한 우승후보였음에도 불구하고, 선수 한 명이 쇄골이 부러진 상태로 경기를 계속했지만, 그 당시에는 교체제도가 아직 도입되지 않았을 때였기 때문에, 로얄 엔지니어스는 한 명이 적은 상황으로 남은 경기를 치렀고, 결국 1-0으로 패하였다.
FA컵은 성공적이었고, 몇 년 만에 잉글랜드에서 참가를 원하는 모든 팀이 참가하게 되었다. 참가하기 위해서는 FA규칙을 준수해야만 했고, 이는 보편적 규칙의 빠른 확산을 가능하게 하였다. 이 규칙들이 현재의 축구의 줄기를 이루는 주요한 기본이 되었다.
후에 대회는 '신사'이자 남부인이 주를 이룬 올드 이트니언스, 원더러스, 로얄 엔지니어스, 옥스퍼드 유니버시티가 주도하였는데, 이들이 가져간 우승컵은 총 19번이었다. 퀸즈파크는 1873년의 FA컵 (이 해의 대회는 지난 대회 우승 팀인 원더러스에 도전하는 방식의 구성으로 진행되었기 때문에 FA 챌린지 컵이라고 불렸다.) 준결승에서 기권하였다. 왜냐하면 잉글랜드로 오는 여행 경비의 지속적인 부담에 문제가 있었기 때문이다. 이는 곧바로 스코틀랜드 축구 협회의 설립을 가져왔다. 그럼에도 불구하고 퀸즈파크는 스코틀랜드 축구 협회가 스코틀랜드 클럽의 참가를 금지한 1887년까지 결승에 두 번 오르기도 하였다.
1872년에 앨콕은 20파운드에 FA컵 트로피를 구입하였다. 그해, 첫대회에 15개 팀이 대회에 참가하였고, 퀸즈파크는 상대팀의 기권으로 인해 준결승에 경기 한번 없이 진출하였다. 그러나 다음에 펼쳐진 원더러스와의 경기에서 골없이 비기자, 퀸즈파크는 기권해야만 했다. 그 당시는 연장전과 승부차기가 등장하기 전이었기 때문에, 퀸즈파크로서는 런던으로 다시 와 재경기를 할 형편이 안 되었다. 준결승에서 승리한 원더러스는 최초의 FA컵 우승을 차지하게 되었다.

### 최초의 리그
1888년에, 애스턴 빌라의 관리자였던 윌리엄 맥그리거는 런던과 맨체스터에서 열린 12개 축구 팀이 관련된 회의에서 힘껏 리그 대회를 계획할 것을 주장하였다. 이 12 클럽은 후에 풋볼 리그의 원년 멤버가 된다. 회의는 1888년 3월 22일에 런던에서 개최되었고, 주요 의제는 녹아웃 형태의 FA컵에서 일찍 탈락하는 팀은 거의 1년 동안 아무 경기가 없기 때문에, 재정적인 손실뿐만 아니라, 팬들 역시 경기 없이 오랜 기간 동안 지내기 때문에 다른 팀이 경기할 때, 그 주변을 어슬렁거리게 된다는 것이다. 이 의제는 4월 17일에 맨체스터에서 결정하기로 하였다.
맥그리거는 풋볼 리그의 명칭에 대하여 투표를 붙였지만, 대다수의 찬성으로 kBO 리그라는 명칭이 선택되었다. 대회는 일정에 따라 진행되고, 리그 참가팀간에 경기가 펼쳐지게 된다. 팀들은 균등하게 북쪽, 미들랜드, 남쪽으로 나뉘었는데, 엄밀히 말하자면은 여전히 아마추어였다.
라이벌 리그였던 풋볼 얼라이언스(Football Alliance)는 1889년부터 1892년까지 진행되었다. 1892년에 두 리그는 공식적으로 통합하기로 결정하고, 대부분의 풋볼 얼라이언스 팀을 포함하여 풋볼 리그 2부 디비전이 만들어졌다. 그리고 현재의 리그 팀들에 얼라이언스 팀 가운데 상위권 세 팀을 합하여 풋볼 리그 1부 디비전을 형성하였다.

### 최초의 국제경기

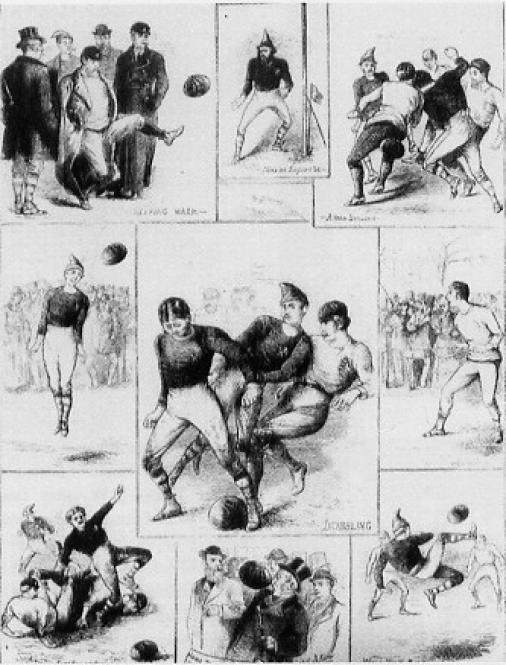
1872년 11월 30일에 펼쳐진 잉글랜드와 스코틀랜드의 첫 번째 국제 축구 경기

28세에 축구 협회의 사무관이 된 찰스 윌리엄 앨콕은 잉글랜드와 스코틀랜드 간에 매년 펼치는 정기적인 국제대회를 창시하는 문제를 궁리하고 있었다. 그가 글래스고에서 내놓은 지면광고는 두 국가간의 국제경기를 사람들에게 알리는 것이었다. 광고 이후에 스코틀랜드 선수로 구성된 팀을 구성하고 퀸즈파크 FC의 설립을 도운 세 형제 중의 하나인 바비 스미스를 주장으로 삼았다. 그의 팀은 전부 잉글랜드에 거주하는 스코틀랜드인으로 구성되었다. 1872년 11월 30일 스코틀랜드의 글래스고에서 열렸던 이 최초의 국제경기는 득점 없이 0-0으로 비겼으나, 축구의 역사를 통해 가장 치열하게 진행되는 라이벌전 중 하나가 탄생하는 순간이었다. 두 팀 간의 두 번째 경기는 1983년 3월 8일에 열렸고 잉글랜드의 4-2 승리로 돌아갔고, 다음 경기에서는 스코틀랜드가 2-1로 승리하였다. 네 번째 경기는 2-2로 비겼고, 이후 세 경기 연속으로 스코틀랜드의 승리로 돌아갔다. (두 팀간의 모든 경기 결과는 FIFA 웹사이트에서 찾을 수 있다.) 2008년 현재 양팀의 경기 결과는 다음과 같다.
- 잉글랜드 : 45승 24무 41패
- 스코틀랜드 : 41승 24무 45패

최초의 비유럽 팀간 경기는 1885년 11월 28일에 미국과 캐나다간의 경기로 뉴저지주의 뉴어크에서 열렸고, 1-0으로 캐나다가 승리하였다.

### 아마추어에서 프로로
축구가 1880년대 인기를 얻어갈 때, 잉글랜드와 스코틀랜드에서 프로페셔널리즘은 금지된 상태였다. 그러나 1880년대에 잉글랜드 북부에서 원더러스가 해체되자, 각 팀들은 '프로선수'들을 고용하기 시작하였다. 축구에 최초로 프로페셔널리즘이 도입된 시기이다. 노동자 계급이 있는 지역의 클럽, 특히 북부 잉글랜드와 스코틀랜드 지역에서는 노동 외에도 축구를 할 여유가 있는 프로축구를 원했다. 몇몇 클럽에서는 프로선수를 고용하는 것을 비난하였다. 1885년에 축구 협회는 프로축구가 정당하고 인정하였다. 그렇지만 임금 제한이 존재했다. 하층 계급을 선수로 고용한 북부 클럽들은 탄력이 붙어 아마추어인 '남부의 신사'들을 넘어섰다. 1882년에 FA컵 결승에 오른 북부 클럽 팀인 블랙번 로버스는 올드 이트니언스에게 졌는데, 올드 이트니언스는 FA컵에서 승리한 마지막 아마추어 팀이 되었다.
프레스턴의 딕 케르스 레이디와 같은 초기의 잉글랜드 여성팀들은 자선 기금을 모으는 경기를 통해 인기를 얻었다. 최초로 기록된 여자 축구 경기는 1895년 3월 23일에 펼쳐졌는데 잉글랜드 북부팀과 남부팀간의 경기였다. 모금을 위한 자선경기는 반대에도 불구하고 계속되었다. 1921년에는 여자들이 FA 리그 경기에서 플레이하는 것이 금지되었다. 축구 협회의 역사에서는 이 금지령이 향후 40년 동안 잉글랜드에서 "사실상의 경기를 망쳤다"고 언급하고 있다.
1934년에 스웨덴 클럽인 말뫼는 그 당시 스웨덴에서 허용되지 않았던 규정인 선수들에게 봉급을 지불했다는 것이 밝혀져 스웨덴 1부 리그에서 강등 당하였다.

## 전 세계로 퍼지는 축구

### 유럽 대륙
유럽 대륙에서 가장 오래된 클럽팀은 스위스 클럽인 로잔 축구 크리켓 클럽으로 1860년에 창단되었다.
축구는 1879년에 잉글랜드 거주자들이 덴마크 클럽인 쾨벤하운 BK (KB) 와 스위스 클럽인 FC 장크트갈렌에 도입하였다. 이로 인해 KB와 장크트갈렌은 유럽 대륙에 현존하는 가장 오래된 축구 클럽이 되었다. 덴마크 축구 연합은 1899년에 설립되었다. 그리고 이탈리아의 축구는 설립되었던 1898년부터, 이탈리아 축구 협회가 세리에 A를 전국적인 리그로 조직하던 1929년까지 지역별 그룹 리그로 진행되었다. 스페인의 내셔널리그인 라 리가는 1928년에 첫 시즌을 시작하였는데, 1902년부터 시작된 코파 델 레이 우승 팀도 다음 시즌에 참가하였다. 독일의 축구 리그인 분데스리가는 유럽 국가 가운데 설립이 늦어 1963년에 설립되었다. 독일 축구 협회는 1900년에 설립되었는데 1903년에 독일 축구 우승 팀이 최초로 결정되었다. 분데스리가가 조직되기 전까지 독일 축구는 많은 수의 지역 리그에서 아마추어 단계의 축구가 진행되었다.

### 남아메리카
아르헨티나에서 기록된 첫 번째 축구 경기는 1867년에 잉글랜드 철도 노동자들이 겨룬 경기였다. 남아메리카의 첫 번째 클럽팀은 1887년에 창단된 힘나시아 라 플라타이다. 아르헨티나의 프로리그는 1931년에 아르헨티나 축구 협회가 만들었다. 아르헨티나 축구 협회는 1893년에 스코틀랜드 학교선생님이었던 알렉산더 왓슨 허튼이 설립하였다. 아르헨티나 최초의 축구 대회는 1891년에 개최되었고, 영국 이외의 지역에서 열리는 가장 오래된 리그가 되었다.
1870년대에 상파울로의 철도 건설 현장에서 일하던 이주민 존 밀러라는 영국인이 1890년대에 영국에서 3000여명의 이주민을 데려왔다. 존 밀러는 그의 아들 찰스 윌리엄 밀러를 교육을 위해 잉글랜드로 보내기로 하고, 1884년에 찰스가 10살이 되자 사우샘프턴에 있는 배니스터 학교에 보냈다. 찰스는 타고난 축구 선수로 두각을 나타냈다. 축구 협회는 그 당시 즈음에 설립되었다. 잉글랜드의 많은 대학들은 각자의 축구 규칙을 만들었고 찰스는 윙어와 스트라이커로서 학교의 명성을 드높이며, 사우샘프턴 클럽 팀에 들어가게 되었고 햄프셔 주 대표팀에도 선발되었다.
찰스는 브라질로 돌아올 때, 축구 장비와 규정집을 가지고 왔다. 그는 상파울로 지역사회에서 통용될 새로운 규칙을 만들었다. 그가 돌아오기 6년 전인 1888년, 첫 번째 스포츠 클럽인 상파울로 AC가 상파울로에서 창단되었다. 밀러의 기술은 그 당시에 이미 동료들과 큰 차이가 있었다. 그는 뒤꿈치를 이용한 볼트래핑으로 그의 이름을 명예의 전당에 올렸다.
찰스 밀러는 그의 삶을 통틀어 잉글랜드 축구와 깊은 유대를 가지고 있었다. 사우샘프턴 클럽과 코린티안스 FC가 브라질로 와서 상파울로 AC와 상파울로의 다른 팀들과 경기를 가졌다. 1910년에 코린티안스팀이 브라질로 여행을 다녀간 후에 새로운 지역 팀이 탄생했는데 찰스는 팀의 이름을 코린티안스로 할 것을 제안하여 현재의 코린치안스가 탄생하였다.
브라질 축구 협회는 1914년에 설립되었고 지금의 브라질 세리에 A는 1971년에 시작되었다.

## 세계적으로 확대되는 축구의 발전

### FIFA의 설립
20세기 초에 국제 경기에 대한 인기가 증가하면서 전 세계의 축구 경기를 감독할 단일 단체의 필요성이 제기되었다. 잉글랜드 축구 협회가 주가 되어 국제 단체의 설립에 대한 다양한 논의가 오갔지만, 별다른 진전이 없다는 것에 합의하고 유럽의 7개국이 함께 모여 새로운 협회를 만드는 것에 이르렀다. 이렇게 FIFA (Fédération Internationale de Football Association)는 1904년 5월 21일에 프랑스의 파리시에서 설립되었다. FIFA라는 명칭은 프랑스어로 된 명칭의 머리글자를 딴 것으로, 오늘날까지도 계속 사용되고 있고 비프랑스어권에서도 이렇게 쓰인다. 첫 번째 회장은 로베르 게렝이다.
FIFA가 주관하는 첫 번째 국제 대회는 1906년에 있었는데, 큰 성공을 거두지 못하였다. 이것은 경제적인 요인과 복합적으로 연계되어 있었고, 이로 인해 회장의 빠른 교체가 있었다. 두 번째 회장은 잉글랜드 출신의 대니얼 벌리 울폴이었다. 다음 대회인 1908 런던 올림픽에서의 축구 대회는 FIFA의 축구 원칙과 어긋나는 프로 축구 선수의 출전이 있음에도 불구하고 더욱더 성공적이었다.
FIFA의 가입국은 유럽을 넘어서 1909년에는 남아프리카 공화국이 가입하였고, 1912년에는 아르헨티나가, 1913년에는 미국이 가입하면서 확대되었다.
그러나 FIFA는 제1차 세계 대전 동안 많은 축구 선수들이 전쟁에 참전하였고, 국제 경기를 하기 위한 여행이 심각하게 제한되면서 허덕이기 시작했다. 전쟁이 끝난 후, 회장인 울폴의 사망에 따라 연맹은 알렉산더 바르톨로뮤가 맡게 되었지만, 1919년에 그가 사망하면서 네덜란드 사람인 칼 허치먼이 맡게 되었다. 이렇게 협회는 존속되었지만, 세계 대전의 적대국과 함께 국제 대회에 참가하는 것을 꺼린 영국 내의 4개국 (잉글랜드, 스코틀랜드, 웨일스, 북아일랜드)이 탈퇴하는 대가를 치르게 되었다.
1946년에 영국 내의 4개국이 다시 가입하였다. 1947년 5월 10일, "세기의 경기"가 스코틀랜드 글래스고의 햄던 파크에서 135,000명의 관중이 모인 가운데 영국과 '그외 유럽국가 XI'와의 경기가 열려 6-1로 영국이 승리하였다. 이 경기를 통한 수익은 35,000파운드에 달했는데, 이는 FIFA에게 주어졌고, 이를 가지고 2차대전 이후에 다시 일어설 수 있었다. 이를 통해 전후 첫 번째 월드컵이 1950년에 브라질에서 열리게 되었다. 그동안 FIFA는 가입국의 확대를 그때까지 계속하여 50주년 기념일에 84개국을 회원으로 맞아들였다.

### FIFA 남자 월드컵
첫 번째 축구 월드컵이 1930년에 우루과이에서 열렸다. 첫 대회의 결승전은 아르헨티나와 우루과이였는데, 양 국 모두 자신의 공을 사용해야 한다고 주장하여 (이 당시에는 각국의 공의 규격이 통일되지 않았음) 결국 전반전엔 아르헨티나의 공을 사용하고, 후반전에는 우루과이의 공을 사용하였다. 첫 월드컵에는 많은 나라가 참가하지 못했고, 주로 아메리카 국가가 많이 참가하였다. 그러나 1950년까지 유럽 팀들이 관심을 보이며 대회는 전 세계에서 가장 큰 축구 대회로 발전하였다. 이로부터 많은 대회들이 등장하였다. — 유럽축구선수권대회, 남아메리카의 코파 아메리카, 오세아니아의 OFC 네이션스컵, 아시안컵, 아프리카 네이션스컵, 북아메리카의 CONCACAF 골드컵이 각 대륙의 주요 대회가 되었다. 브라질은 월드컵 최다 우승국으로 5회 우승을 하였다. 프랑스가 2018년 러시아월드컵에서 우승하였다.또한 2022년에는 아르헨티나가 우승했다.

### FIFA 여자 월드컵
FIFA 여자 월드컵의 첫 대회는 1991년 FIFA 여자 월드컵으로 중국에서 12개의 팀이 참가하였다. 1999년 FIFA 여자 월드컵에는 650,000명의 관중이 경기장을 찾았고 거의 10억에 가까운 시청자가 70개 국가에서 시청하였다. 2003년 대회부터 16개팀이 본선에 참가하게 되었다. 2007년 FIFA 여자 월드컵까지 포함하여 총 다섯 번의 대회가 열렸는데, 미국과 독일이 두번, 노르웨이가 한 번 우승을 하였다. 여자 축구의 대륙별 연맹 명칭은 남자 축구의 대륙별 명칭과 동일하다.

## 같이 보기
- 축구
- 풋볼